# Tusker
Tusker è un videogioco di avventura dinamica della System 3 pubblicato nel 1989-1990 per gli home computer Commodore 64, Amiga, Atari ST, ZX Spectrum e Amstrad CPC. È ambientato nell'Africa selvaggia e si controlla un esploratore nello stile di Indiana Jones.
Le valutazioni della critica furono di solito buone nelle versioni Commodore 64 e ZX Spectrum. La rivista Zzap! ad esempio premiò entrambe con una valutazione di 90%. Nelle altre versioni le valutazioni furono più variabili e a volte decisamente negative.

## Trama
Il giocatore impersona un esploratore inglese alla sua prima avventura. La premessa viene descritta nel manuale: il corpo martoriato di suo padre, grande esploratore, è stato rinvenuto su di una zattera lungo il fiume Turkwel, dopo che si era recato alla ricerca di uno degli ultimi tesori dell'Africa, il cimitero degli elefanti (in inglese tusker significa "animale zannuto"). In seguito il protagonista, scrittore e biografo di suo padre, ne ritrova il diario, che stranamente non aveva portato con sé, a parte alcune pagine strappate. Ne ricava il nome della località africana di Nyahururu e decide, male equipaggiato e impreparato, di seguire le piste del padre.
Il gioco ha inizio nel deserto e poi si svolge anche in caverne con un lago sotterraneo, in un villaggio nella giungla e infine in un tempio perduto (non presente nelle versioni Amiga e ST). L'esploratore deve lottare contro arabi, indigeni e pericoli naturali, e si incontreranno anche diverse creature mostruose.

## Modalità di gioco
L'esploratore si sposta attraverso schermate fisse con visuale laterale 2,5D, collegate perlopiù in orizzontale o a volte tramite altri passaggi. Si devono risolvere enigmi tramite l'uso di oggetti nel punto giusto e sono frequenti i combattimenti.
Si hanno due inventari separati per le armi e per gli altri oggetti raccolti; l'arma e l'oggetto attualmente in uso sono mostrati come icone sopra la visuale e si cambiano tramite tasti. Può essere necessario combinare un'arma e un oggetto per ottenere un risultato, ad esempio la pistola funziona con l'oggetto munizioni. Inizialmente il personaggio è a mani nude e può combattere con calci e due tipi di pugni, poi potrà trovare coltello, machete (entrambi con più tipi di colpi), pistola e fionda, ma può comunque servirsi dei calci anche se ha un'arma selezionata.
Il personaggio ha a disposizione più vite e ne perde una in caso di esaurimento dell'energia, che cala quando si subiscono attacchi e non è ricaricabile, oppure esaurimento dell'acqua, che si consuma col tempo (con tassi diversi a seconda dell'ambiente e della fatica) e si può ricaricare dai cactus con l'uso combinato di coltello e borraccia. 

## Sviluppo
L'idea del gioco venne da Mark Cale, capo della System 3, che si ispirò al film I predatori dell'arca perduta. Lo sviluppo avvenne inizialmente per Commodore 64 e fu assegnato a Duncan Meech, che aveva lasciato la Palace Software ed era stato assunto alla System 3 nel 1987. Fu il suo primo e unico incarico come programmatore capo alla System 3. Un gruppo misto di interni ed esterni si occupò della grafica. Secondo diverse persone che lavoravano alla System 3, è probabile che il game design di dettaglio sia dovuto principalmente al defunto Tim Best (non accreditato in nessuna versione).
Le conversioni per gli altri sistemi si devono a sviluppatori differenti. Quella per ZX Spectrum fu programmata da Robert Pape, autore della notevole versione Spectrum di R-Type. La versione Amstrad CPC, una sbrigativa conversione da quella ZX Spectrum, fu realizzata da un'azienda esterna, la Consult Software Ltd., ed è l'unica con grafica monocromatica, nonostante quella per il meno potente Spectrum avesse grafica relativamente colorata.